# Expédition de Khalid ibn al-Walid (Najran)
Pour les articles homonymes, voir Expédition de Khalid ibn al-Walid.
L’Expédition de Khalid ibn al-Walid, à Najran, se déroula en 10AH du Calendrier Islamique, vers juin 631 AD. 
Cet événement est en partie relaté dans le verset du Coran 3:61, mais également par le juriste musulman Tabari, qui indique que Mahomet écrit une lettre à Khalid ibn al-Walid. Ces lettres sont aussi mentionnées par Muhammad Hamidullah dans son livre en français « Six Originaux des lettres diplomatiques du Prophète de l'Islam », qui contient une collection de six des lettres de Mahomet, dont les originaux avaient été préservées, et qu’il a compilées. Muhammad Hamidullah considérait les lettres comme authentiques.  Le traducteur de Tabari, The last Years of the Prophet, Isma'il Qurban Husayn, Volume 9, indique dans la note en bas de la page 83, que la lettre mentionnée par Tabari figure également dans les textes rassemblés par Muhammad Hamidullah.